# Kość nosowa człowieka
Kość nosowa (łac. os nasale) – w anatomii człowieka parzysta kość trzewioczaszki, zbudowana z istoty zbitej. Obie kości nosowe tworzą nasadę i górną część grzbietu nosa oraz przedni odcinek ściany górnej (sklepienia) jamy nosowej. 
Kość nosowa ma kształt wydłużonego czworokąta, u dołu się rozszerzającego, jednocześnie stając się tam cieńsza niż w górnej części. Na powierzchni zewnętrznej widoczny jest otwór (foramen nasale) lub kilka otworów dla przejścia naczyń krwionośnych. Na powierzchni wewnętrznej zaznacza się podłużna bruzda sitowa (sulcus ethmoidalis) dla nerwu sitowego przedniego.
Kość nosowa łączy się u góry z kością czołową szwem czołowo-nosowym, u dołu z chrząstką boczną nosa, z boku z wyrostkiem czołowym szczęki szwem nosowo-szczękowym, a po stronie przyśrodkowej z kością strony drugiej szwem międzynosowym, a także z kolcem nosowym kości czołowej i blaszką pionową kości sitowej. 